# Rosalía de Castro
Rosalía de Castro (Santiago di Compostela, 25 febbraio 1837 – Padrón, 15 luglio 1885) è stata una poetessa e scrittrice spagnola di lingua e nazionalità galiziana, collocabile all'interno del movimento romantico della Galizia, conosciuto come Rexurdimento ("Rinascimento" o "Restaurazione").
La sua poesia si caratterizzò per una combinazione di nostalgia e malinconia tipica della saudade.

## Biografia
Nacque nel 1837 a Santiago de Compostela, da una madre nubile e un sacerdote e registrata come figlia di sconosciuti.
Condusse una vita in regime di povertà, disturbata da acciacchi fisici e problemi psicologici, e morì nel 1885 a causa di un cancro all'utero.
Coetanea di Gustavo Adolfo Bécquer, nel 1858 si sposò con lo storico e giornalista Manuel Murguía, membro della Accademia Reale Galiziana ed editore dei libri redatti dalla moglie.

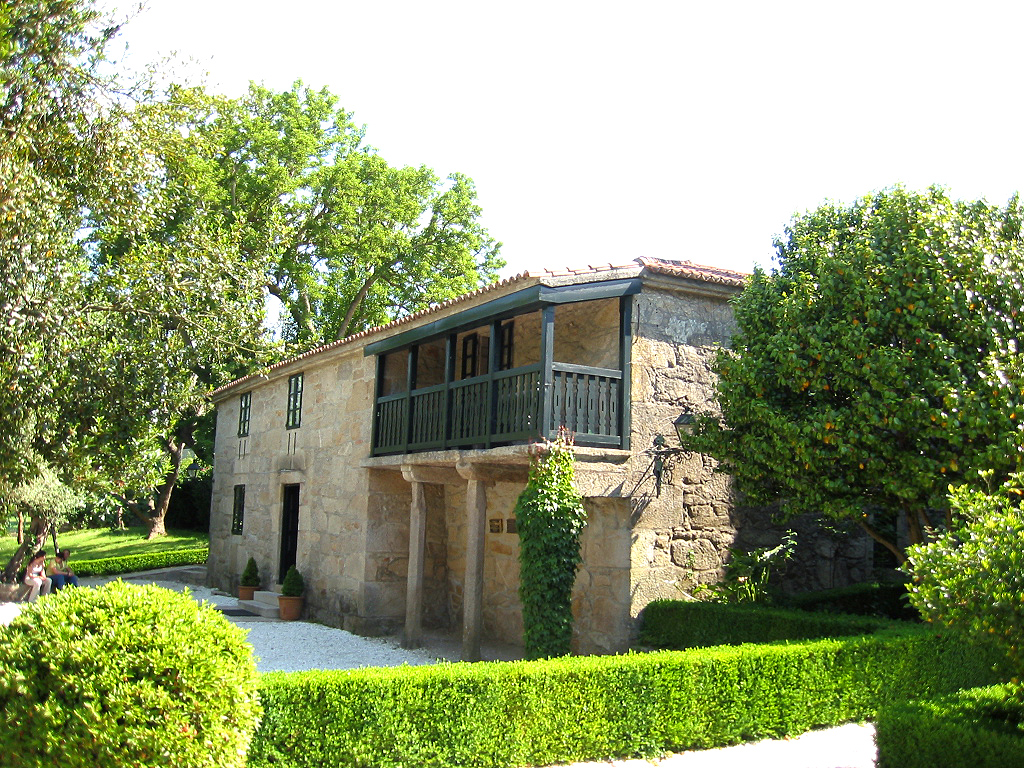
Museo Rosalía de Castro a Padron

La coppia ebbe sette figli: Alexandra (1859-1937), Aura (1868-1942), i gemelli Gala (1871-1964) e Ovidio (1871-1900), Amara (1873-1921), Adriano (1875-1876) e Valentina (1877). Ovidio si distinse nel settore artistico come pittore, nonostante la brevità della sua carriera.
La poetessa compì assieme a suo marito vari viaggi e soggiorni a Madrid, restando però fortemente legata alla sua terra, di cui espresse l'anima celtica e misteriosa.
Gran parte del lavoro prodotto dalla Castro è costituito da narrazioni romantiche in lingua castigliana, talvolta stravaganti, come nel caso del El primer loco (1881).
La sua notorietà fu raggiunta grazie alla pubblicazione di tre libri di poesie, due in galiziano, Cantares gallegos (1863) e Follas novas (1880), e il terzo in spagnolo, En las orillas del Sar ("Sulle rive del Sar", 1884). Se i Cantares risultarono una vera e propria riscoperta e rivalutazione della lingua e della lirica galiziana, le Follas abbandonarono la tematica folkloristica per esprimere sentimenti personali della scrittrice, mentre nella terza raccolta in castigliano la Castro, già gravemente malata di cancro uterino, manifestò il dolore della vita, il timore della morte, l'ineluttabile destino, la natura matrigna.
Tra le sue attività sociali si annoverano le sue difese dei diritti civili e umani e di quelli delle donne. La sua immagine è apparsa sulla banconota spagnola da 500 peseta.
Rosalia de Castro si cita tra i poeti della Restaurazione, in virtù del fatto che la sua produzione, iniziata nel 1857, continuò fino al 1884 e che proprio in quell'anno pubblicò il suo più importante testo in castigliano, il già citato En la orillas del Sar.

## Opere letterarie

### In galiziano
Poesie
- Cantares gallegos (1863)
- Follas novas (1880)

Prose
- Contos da miña terra I (1864)

### In spagnolo
Poesie
- La Flor (1857)
- A mi madre (1863)
- En las orillas del Sar (1884)

Prose
- La hija del mar (1859)
- Flavio (1861)
- El cadiceño (1863)
- Ruinas (1866)
- Las literatas (1866)
- El caballero de las botas azules (1867)
- El primer loco (1881)
- El domingo de Ramos (1881)
- Padrón y las inundaciones (1881)